# Nagrig
Nagrig (en arabe : نجريج) est une ville d'Égypte. En 2006, elle comptait 8 656 habitants. 

## Communes limitrophes
|         | Qallin (en) |       |
|         | Nagrig      | Qutur |
| Basyoun |             |       |

## Histoire

### Noms
Nagrig est également appelé sous son ancien nom de « Nagreg » dans le gouvernorat de Gharbeya, dans le cadre de l'arpentage (ordonné sous le règne de Saladin en de 1169 à 1250) recensé par Ibn Mammati dans le livre « Lois de Collections ».

### Philanthropie locale de Mohamed Salah
Mohamed Salah finance la construction d'une école primaire et secondaire ainsi que d'un petit stade. Salah donne également de l’argent, distribué par le biais de son association caritative, aux veuves, aux familles pauvres et aux réfugiés syriens. La fondation de Salah donne également au village sa première ambulance, en effet les habitants malades et/ou blessés doivent se rendre à Basyoun pour recevoir des soins médicaux,.

## Population
Selon le recensement officiel de 2006, la population de Nagrig est de 8 656 habitants. Un article de 2018 interviewant le maire du village, Maher Shatteh, établit la population à « plus de 15 000 habitants », dont 65 % vivent dans la pauvreté.

## Personnalités liées à la commune
- Mohamed Salah, footballeur, est né à Nagrig.

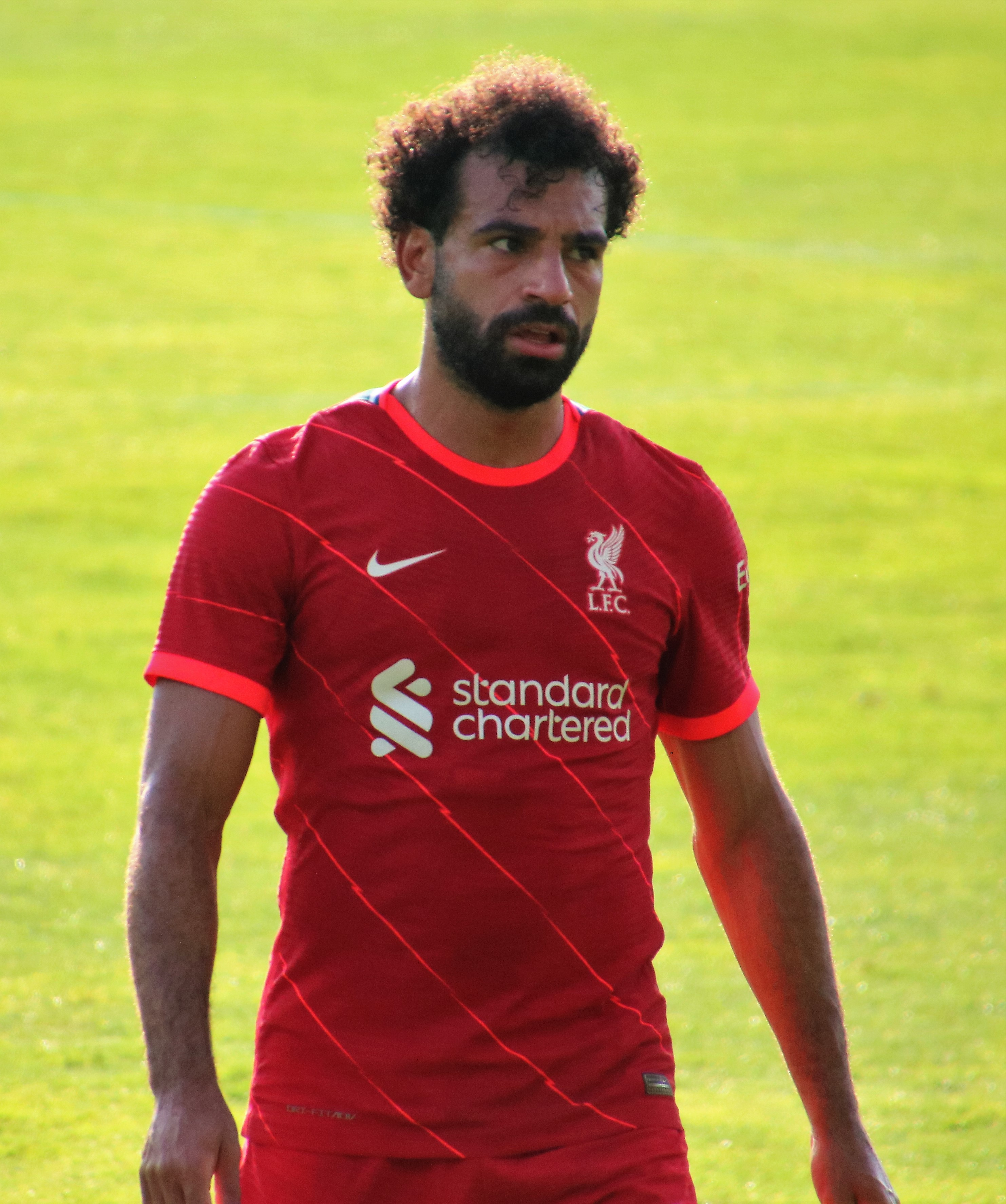
Mohamed Salah en 2021.